# Книгарні Києва
Книгарні Києва

## За датою заснування
Серед книгарень у Києві:
«Сяйво книги» — заснована у 1944 році, розташована по вул. Великій Васильківській, 6, на початку 2020-х об'єднана з кав'ярнею «Сяйво кави». Містить понад 15 тисяч видань і можливість буккросингу. Свого часу в книгарні проводили літературні вечори Остап Вишня, Павло Тичина, Максим Рильський.
«Наш Формат» — першу книгарню відкрили в Києві у 2006 році, що продавала україномовні книжки. Наразі книгарня та клуб «Наш Формат» розташовуються у провулку Алли Горської, 5, де проводять презентації книжок, зустрічі з авторами, квартирники, лекції тощо.
Книгарня «Є» — працює з 2007 року і має найбільший вибір українських видань, відділ дитячої літератури з місцем для ігор, безплатний Wi-Fi та простір для читання. У книгарні є місце для буккросингу, проходять літературні заходи.
«Моя книжкова полиця» — розпочала свою історію в 2014 році. Містить понад 10 тисяч видань, кондитерську зі смаколиками. Тут також проходять різноманітні культурні події.
«Readeat» — розпочала свою діяльність 1 вересня 2023 року. Є найбільшою за площею книгарнею Києва, розташована на двох поверхах площею 460 м2 і поєднує:
- книгарню, в якій можна випити чаю чи кави;
- івент-простір для творчих вечорів;
- крамницю з сувенірами;
- відділ із дитячою літературою;
- відділ із вініловими платівками;
- музичний простір.

## Книгарні-кав'ярні
Серед київських книгарень-кав'ярень:

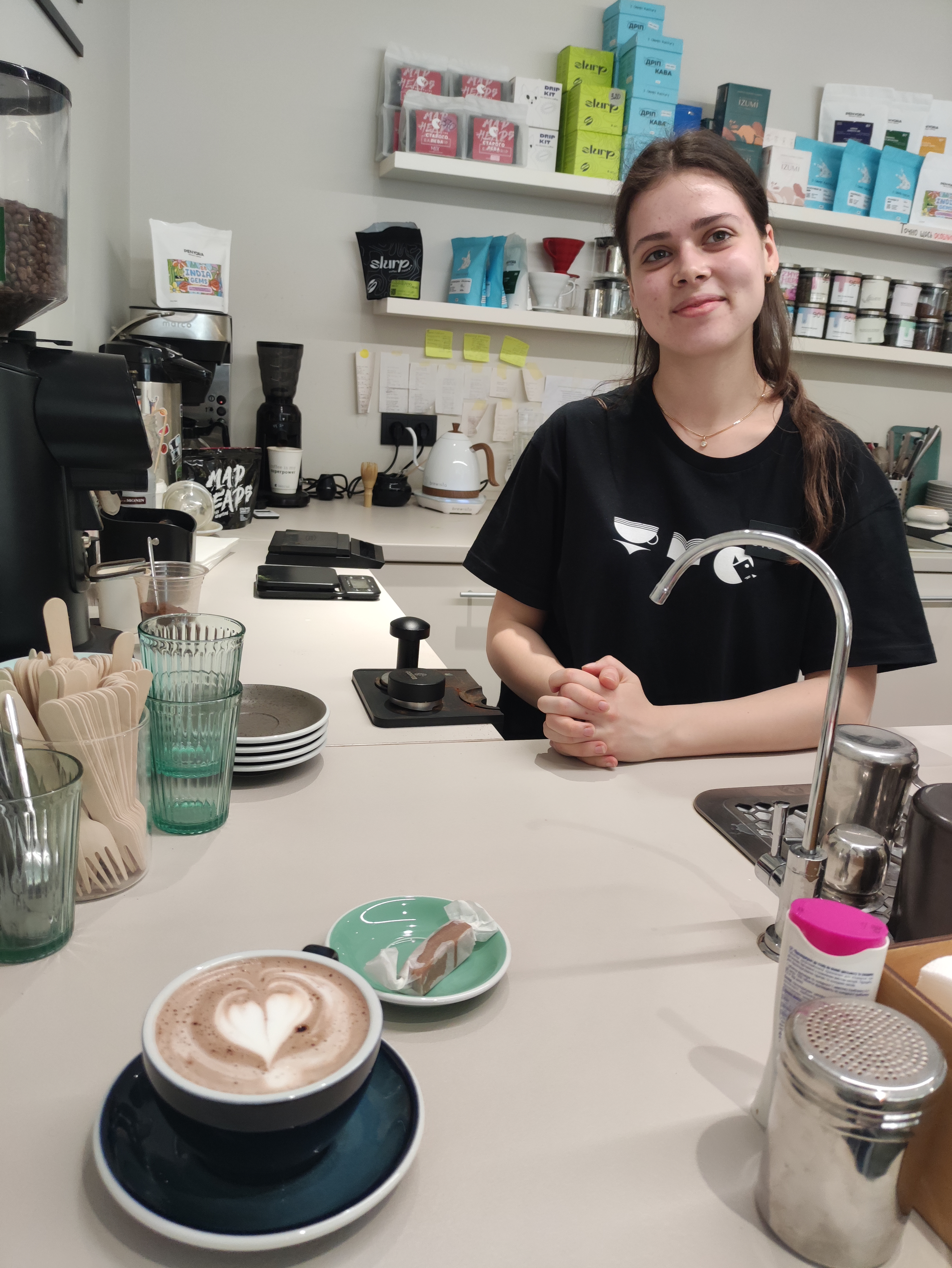
Бариста в книгарні-кав'ярні Старого Лева в Києві

Книгарня-кав'ярня Старого Лева - однойменного видавництва
«Закапелок» — книгарня-кав'ярня, розташована на Подолі по вул. Верхній Вал, 62, відкрилася у 2019 році. Дизайн кав'ярні виконаний у стилі лофт із вайбом бабусиного горища. З моменту заснування провели понад 750 подій.
«Сенс» — книгарня-кав'ярня, відкрилася у 2021 році, має онлайн-магазин. Особливістю книгарні є можливість прийти зі своїм домашнім улюбленцем.